# Il collare spezzato
Il collare spezzato è un romanzo di Valerio Evangelisti, pubblicato nel 2006 da Mondadori Editore.

## Edizioni
- Valerio Evangelisti, Il collare spezzato, Mondadori, 2006.
- Valerio Evangelisti, Il collare spezzato, Oscar Mondadori, Milano 2008